# Galeria Katowicka
Die Galeria Katowicka ist ein Einkaufszentrum in der Innenstadt von Katowice, Polen. Sie wurde auf dem Plac Wilhelma Szewczyka errichtet. Für ihren Bau wurde auch das Gebäude des Bahnhofes abgerissen.

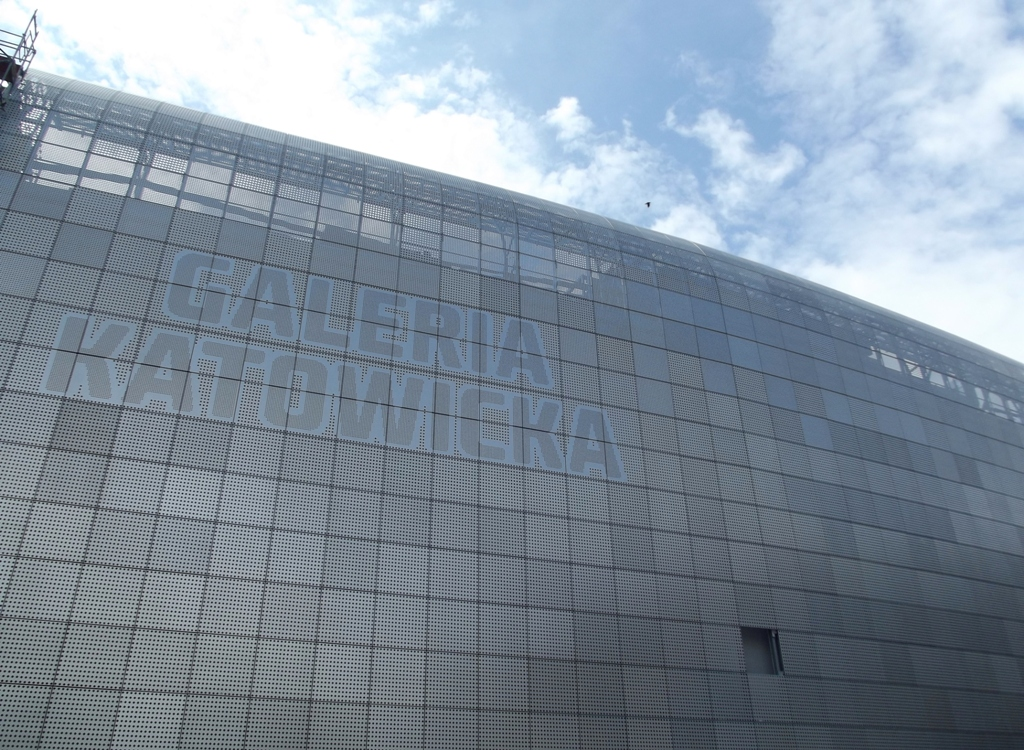
Galeria Katowicka

2007 wurde beschlossen, den Bahnhof und seinen Vorplatz zu modernisieren. Dafür musste der auf dem Vorplatz gelegene Busbahnhof und die ul. Dworcowa unter das Gebäude verlegt werden. Die Investitionssumme betrug 240 Mio. € und wurde von den PKP, der spanischen Neinver-Gruppe und dem Investmentfondverwalter Meyer Bergman erbracht. Die Vorarbeiten begannen im Juli 2010, im Dezember des gleichen Jahres begann der Abriss der Fußgängerüberführung über den Plac Wilhelma Szewczyka und des Bahnhofsgebäudes. Der Grundstein für das Projekt wurde am 31. Mai 2011 gelegt. Der Komplex beinhaltet das Bahnhofsgebäude, einen unterirdischen Busbahnhof, ein Multiplex-Kino sowie 250 Geschäfte. Die neue Bahnhofshalle wurde am 29. Oktober 2012 in Betrieb genommen, die daran anschließende Einkaufspassage „Galeria Katowicka“ wurde am 18. September 2013 eröffnet. Der Busbahnhof ist seit Februar 2013 in Betrieb. Das Gebäude erhielt 2014 zwei Auszeichnungen beim CEE Real Estate Quality Awards in den Kategorien „Bauwerk des Jahres“ und „Retail Development“.
Ein geplantes Bürogebäude, das zu dem Komplex gehört, soll 2015 fertiggestellt werden. Das Design des Gebäudes wurde mehrfach verändert, es soll eine Fläche von 14.000 m² umfassen. Die Bauzeit soll 16 Monate betragen, mit dem Bau soll erst begonnen werden, wenn genügend Mieter gefunden sind.